# Bait ul-Huda (Usingen)
Das Bait ul-Huda (Urdu بیت الہدیٰ DMG Baīt al-Hudā, deutsch ‚Haus der Rechtleitung‘) ist eine Moschee in Usingen.

## Geschichte
Die am 7. September 2004 am Rande eines Industriegebiets südwestlich vom Stadtzentrum eingeweihte Moschee wurde von der Ahmadiyya Muslim Jamaat gebaut und verfügt über eine Kuppel und ein 14 m hohes Minarett. Der Moscheegemeinde gehören rd. 160 Mitglieder an.

### Brandanschlag
Bereits wenige Monate nach der Eröffnung geriet die Moschee nach einem Einbruch am 22. Dezember 2004 in die Schlagzeilen. Bei diesem Einbruch wurde versucht, die Moschee in Brand zu stecken, wodurch ein Schaden in Höhe von 50.000 Euro entstand. Die Usinger Bürger zeigten große Solidarität. Vertreter der Stadt besuchten die Moschee und bekundeten ihre Unterstützung. Mit spontan gesammelten Spenden von Usinger Bürgern finanzierten die Gemeindemitglieder eine Rosskastanie, die sich heute mit darunter aufgestellter Bank am Eingang des Grundstücks befindet.
Die Verursacher des Brandanschlags konnten nicht ermittelt werden; das Verfahren wurde nach einem Jahr eingestellt.

## Gebäude
In der Moschee gibt es getrennte Gebetsräume für Männer im Obergeschoss und Frauen im Untergeschoss. Im Obergeschoss befindet sich auch die Gebetsnische für den Vorbeter, den Imam. Die Gebetsräume – jeweils etwa 77 m² groß – werden nicht nur zu religiösen, sondern auch zu privaten Zwecken genutzt: neben religiöser Unterrichtung auch für Veranstaltungen, Meditationen, Schülernachhilfe usw. Die Ornamente in den dazugehörigen Fenstern dienen zur Hervorhebung und Verschönerung.
Außerdem enthält die Moschee neben den Toiletten mit Waschgelegenheiten für den religiösen Ritus (Wudu’) auch noch ein Büro sowie eine kleine Küche, die vorwiegend für Gästebewirtung genutzt wird. Das Minarett ist ein architektonischer Hinweis auf die Moschee und symbolisiert Standhaftigkeit und Festigkeit im Glauben, hat aber für den Gebetsruf keine praktische Funktion.